# Piero Regnoli
Piero Regnoli, né le 29 juillet 1929 à Rome (Latium) et mort le 27 avril 2001 dans la même ville, est un scénariste, réalisateur, producteur italien. Entre 1953 et 1991, il a réalisé 11 films et écrit les scénarios de plus de 110 films.
C'est également un critique de cinéma qui a travaillé pour le journal vaticanais L'Osservatore Romano.

## Biographie
De 1949 à 1954, Piero Regnoli fait partie du jury de la Mostra de Venise.

## Filmographie

### Comme réalisateur
- 1957 : La Capinera (La chiamavan Capinera...)
- 1958 : Anche l'inferno trema (it)
- 1960 : Des filles pour un vampire (L'ultima preda del vampiro)
- 1960 : Ti aspetterò all'inferno (it)
- 1962 : Le Roi Manfredi (Il re Manfredi)
- 1962 : L'Épervier des Caraïbes (Lo sparviero dei Caraibi)
- 1964 : Maciste dans les mines du roi Salomon (Maciste nelle miniere di re Salomone)
- 1964 : Appuntamento a Dallas (it)
- 1972 : Contes érotiques ou la Sexologie de Pierre l'Arétin (I giochi proibiti de l'Aretino Pietro)
- 1973 : La principessa sul pisello
- 1973 : Biancaneve e i sette nani
- 1986 : Giuro che ti amo (it), coréalisé avec Nino D'Angelo

### Comme assistant-réalisateur
- 1950 : Les Derniers Jours de Pompéi (Gli ultimi giorni di Pompei) de Marcel L'Herbier
- 1957 : Les Vampires (I vampiri) de Riccardo Freda et Mario Bava

### Comme scénariste
- 1951 : Operazione mitra de Giorgio Cristallini
- 1953 : Il n'est jamais trop tard (Non è mai troppo tardi) de Filippo Walter Ratti
- 1954 : La prigioniera di Amalfi de Giorgio Cristallini
- 1957 : Les Vampires (I vampiri) de Riccardo Freda et Mario Bava
- 1960 : Des filles pour un vampire (L'ultima preda del vampiro) de lui-même
- 1966 : Le Froid Baiser de la mort (Il terzo occhio) de Mino Guerrini
- 1966 : Du sang dans la montagne (Un fiume di dollari) de Carlo Lizzani
- 1966 : Navajo Joe de Sergio Corbucci
- 1967 : Trois pistolets contre César (Tre pistole contro Cesare) d'Enzo Peri (it)
- 1969 : Les Sept Bérets rouges (Sette baschi rossi) de Mario Siciliano
- 1969 : Les Sept de Marsa Matruh (La lunga notte dei disertori) de Mario Siciliano
- 1971 : Notre héros retrouvera-t-il le plus gros diamant du monde ? (Riuscirà il nostro eroe a ritrovare il più grande diamante del mondo ?) de Guido Malatesta
- 1972 : On m'appelle Providence (La vita, a volte, è molto dura, vero Provvidenza ?) de Giulio Petroni
- 1973 : Croc-Blanc (Zanna Bianca) de Lucio Fulci
- 1973 : Le Lion de Saint-Pétersbourg (I leoni di Pietroburgo) de Mario Siciliano
- 1973 : Sentivano… uno strano, eccitante, pericoloso puzzo di dollari d'Italo Alfaro
- 1975 : La Bagarre du samedi soir (Il tempo degli assassini) de Marcello Andrei
- 1975 : Le dolci zie de Mario Imperoli
- 1976 : Comme des chiens enragés (Come cani arrabbiati) de Mario Imperoli
- 1979 : Malabimba d'Andrea Bianchi
- 1979 : Les Contrebandiers de Santa Lucia (I contrabbandieri di Santa Lucia) d'Alfonso Brescia
- 1980 : L'Avion de l'apocalypse (Incubo sulla città contaminata) d'Umberto Lenzi
- 1980 : Le Retour de Patrick (Patrick vive ancora) de Mario Landi
- 1981 : Le Manoir de la terreur (Le notti del terrore) d'Andrea Bianchi
- 1990 : Demonia de Lucio Fulci
- 1991 : Voix profondes (Voci dal profondo) de Lucio Fulci

### Comme producteur
- 1953 : Il n'est jamais trop tard (Non è mai troppo tardi) de Filippo Walter Ratti
- 1964 : Appuntamento a Dallas (it) de lui-même
- 1969 : Les Sept de Marsa Matruh (La lunga notte dei disertori) de Mario Siciliano